# 村上静人
村上 静人（むらかみ せいじん、1884年-1960年）は、日本の作家・翻訳家。

## 略歴
静岡県の代々医師の家に生まれ、上京して医師となろうとするが、長田秀雄、木下杢太郎らと知り合い文学の道を進み、明治大学文学部で学ぶ。赤城正蔵の「アカギ叢書」の創刊に手を貸し、西洋文学の再話、人情本の注釈などの仕事をし、のちには釣りの本を書いた。

## 著書
- 『近代歐洲戰爭文學』編 自由講座發行所 1913
- 『狼と山羊の子 お伽小説』編 自由社 児童文庫 1914
- 『捨てられた兄妹 お伽小説』編 自由社 1914
- 『乃木大将 英雄物語』編 自由社 1914
- 『柳太とポチ 少年少女小説』自由社 1914
- 『軍神廣瀬中佐 英雄物語』編 自由社 1915
- 『天人息子 お伽小説』編 自由社 1915
- 『馬鹿の出世 お伽小説』編 自由社 1915
- 『魔法の鳥 お伽小説』編 自由社 1915
- 『夕刊賣 少年少女小説』編 自由社 1915
- 『蝋燭新吉 お伽小説』編 自由社 1915
- 『釣魚秘伝全集』第1‐7輯　内外社 1932
- 『釣魚秘伝全集』第8輯 奎文社 1932
- 『釣魚十二ケ月講座 川の釣・海の釣』全9巻　元光社 1933－34
- 『黒鯛と穴子の釣り方』釣之研究社 1941
- 『鯉の釣り方』釣之研究社 1941
- 『ヤマベ(ハエ)の釣り方』釣之研究社 1941
- 『魚族説話』釣之研究社 1944

### 編著
- 『そごう』編 百貨店新聞社出版部 百貨店叢書 1942
- 『日本百貨店総覧 昭和17年版』編 百貨店新聞社出版部 1942

### 翻訳
- フゥゴオ・フォン・ホフマンスタール『エレクトラ』アカギ叢書 1914
- ギイ・ド・モウパッサン『女の一生』編 アカギ叢書 1914
- ヘンリック・イブセン『鴨』編 アカギ叢書 1914
- オスカア・ウワイルド『サロメ』編 アカギ叢書 1914
- ダンテ・アリギエリ『神曲』編 アカギ叢書 1914
- アウグスト・ストリンドベルヒ『父』編 アカギ叢書 1914
- ヘンリック・イブセン『人形の家 一名・ノラ』編 アカギ叢書 1914
- ウイリアム・シェエキスピア『ハムレット』アカギ叢書 1914
- レオ・トルストイ『復活』編 アカギ叢書 1914
- モオリス・メエテルリンク『モンナ・ヴァンナ』アカギ叢書 1914
- 『ファントマ 探偵奇談』酒井芳文堂 1916
- 『ゲェテ傑作集』訳編 佐藤出版部 泰西傑作集 1917
- 『トルストイ傑作集』佐藤出版部 泰西傑作集 1917
- 『メエテルリンク傑作集』訳編 佐藤出版部 泰西傑作集 1917
- 『ズウデルマン傑作集』訳編 佐藤出版部 泰西傑作集 1918

### 校注
- 『貞操婦女八賢誌(下)・戀の若竹・吉原楊枝』校訂 人情本刊行會 1915
- 『恩愛二葉草』鼻山人 人情本刊行會 1916 校訂
- 『戀の花染』松亭金水 人情本刊行會 1916 校訂
- 近松門左衛門『小春治兵衛 心中物語』人情本刊行会 1916
- 『春色淀の曙・籔の鶯』校訂 人情本刊行會 1916
- 『寢覺之繰言』南仙笑楚満人 人情本刊行會 1916 校訂
- 『軒並娘八丈・萩の枝折』校訂 人情本刊行會 1916
- 『美なと乃月・春色戀廼染分解・青樓玉語言』校訂 人情本刊行會 1916
- 『契情肝粒志・珍説豹の卷』校訂 人情本刊行會 1917
- 『一刻千金梅の春』人情本刊行会 1926